# Partido de Florentino Ameghino
Partido de Florentino Ameghino är en kommun i Argentina.   Den ligger i provinsen Buenos Aires, i den centrala delen av landet, 400 km väster om huvudstaden Buenos Aires. Antalet invånare är 8 171. Arean är 1 825 kvadratkilometer.
Terrängen i Partido de Florentino Ameghino är mycket platt.
Trakten runt Partido de Florentino Ameghino består till största delen av jordbruksmark. Runt Partido de Florentino Ameghino är det mycket glesbefolkat, med 4 invånare per kvadratkilometer.